# Brandoa
Brandoa is een plaats (freguesia) in de Portugese gemeente Amadora en telt 15 647 inwoners (2001).